# José Ungría Jiménez
José Ungría Jiménez (Barcelona, 3 de setembre de 1890 - Sant Sebastià, 14 d'agost de 1968) va ser un militar espanyol que va destacar durant la Guerra civil espanyola al capdavant dels serveis secrets del bàndol revoltat.

## Biografia
Va néixer al carrer Girona de Barcelona, fill de Miguel Ungría Castro, natural de Gola del Ter, i de la seva esposa, Isabel Jiménez Rodríguez, natural de Ceuta.
Va cursar estudis d'Estat Major tant en l'Escola Superior de Guerra de Madrid com en l'École Supérieure de Guerre de París, on va coincidir amb Charles De Gaulle. En esclatar la Guerra Civil espanyola estava destinat en l'Estat Major de la Divisió de Cavalleria, refugiant-se aviat en l'Ambaixada francesa.
Al començament de 1937 va aconseguir passar a França, i d'aquí a la zona revoltada, on fou nomenat cap del Servei d'Informació i Policia Militar (SIPM). El SIPM va substituir els diferents serveis secrets en la zona revoltada, unificant sota la direcció de Ungría totes les xarxes d'espionatge. Des de començaments de 1938 es va encarregar d'intensificar les activitats d'espionatge i desmoralització en la zona republicana. En el Madrid republicà va aconseguir construir una important xarxa d'espionatge i de suport a través de falangistes i altres agents de la cinquena columna. Després de produir-se el cop de Casado, Ungría va participar en les reunions amb representants republicans per acordar la rendició de les forces de l'Exèrcit Popular.
Després del final de la contesa va ser nomenat Director General de Seguretat, sent cessat el 24 de setembre de 1939 i substituït per José Finat y Escrivá de Romaní. Entre 1953 i 1954 ocupà el comandament de l'11a Divisió, amb base a Madrid. Assolí el grau de general de divisió.
Es va casar amb Mecedes Fernández Caballero.

## Condecoracions
- Creu de l'Orde del Mèrit Militar, amb distintiu blanc (1943).
- Gran Creu de Sant Hermenegild (1945).